# La fundación de la Orden Trinitaria
La fundación de la Orden Trinitaria (o La misa de san Juan de Mata) es un gran cuadro de altar realizado conjuntamente por los pintores españoles Juan Carreño de Miranda (ejecución de la pintura) y Francisco Rizi (diseño). Fue pintado al óleo sobre lienzo en 1666  y actualmente se conserva en el Museo del Louvre (París). Se trata de una obra muy significativa en el contexto del arte español y europeo del momento. Es, además, un destacado ejemplo de obra de arte en colaboración, caso frecuente en el Barroco madrileño y práctica común entre Carreño y Rizi, quienes trabajaron juntos en numerosos proyectos durante años, especialmente en la pintura de frescos. Esta colaboración ha sido comparada a la creación de “magníficas piezas musicales compuestas por Rizi e interpretadas de una manera deslumbrante por Carreño”. No obstante, la colaboración entre ellos terminó algún tiempo después de la creación de La fundación de la Orden Trinitaria a causa del nombramiento de Carreño como pintor de cámara del rey Carlos II, pasando por delante de Rizi, quien creía tener más derecho al cargo. Aunque las carreras de ambos continuaron y aún hicieron cosas muy notables, no fueron capaces de crear por separado ninguna otra obra de la importancia y trascendencia de ésta que hicieron juntos.

## Historia
En 1664 la Orden Trinitaria se trasladó en Pamplona (Navarra) a un nuevo complejo monástico, conocido como convento de Frailes Descalzos de la Santísima Trinidad. Al año siguiente encargaron el nuevo retablo mayor de su iglesia a Francisco Rizi y a Juan Carreño de Miranda conjuntamente. Lo esencial de la composición del cuadro fue diseñado por Francisco Rizi, como muestra un dibujo suyo conservado hoy en el Gabinete de dibujos y grabados de la Galería Uffizi de Florencia. La ejecución pictórica de la obra recayó en Juan Carreño de Miranda, quien además introdujo algunos cambios en la composición ideada por Rizi y preparó un boceto que hoy se conserva en la Academia de Bellas Artes de Viena. Tras pintar y entregar la obra definitiva los dos pintores cobraron conjuntamente 500 ducados de plata. No obstante, el cuadro final (como el boceto) está firmado únicamente por Carreño.
El pintor y tratadista Antonio Palomino, biógrafo de Rizi y de Carreño, relata que el cuadro no gustó a los padres trinitarios de Pamplona cuando lo vieron, por creer que no estaba bien terminado, y que únicamente lo aceptaron gracias a la opinión favorable del pintor Vicente Berdusán, que vivía y trabajaba en Navarra y gozaba de su confianza.
El convento de los padres trinitarios quedó destruido en 1794 y el cuadro se trasladó al convento de San Antón, también en Pamplona, donde permaneció hasta 1820-1821. Posteriormente fue comprado por un tal Pablo Bergé, quizás entre 1821 y 1825, a quien a su vez se lo compró el marchante de arte Jean-Louis Laneuville (1756-1826). En 1845 el cuadro se encontraba ya en París. Estuvo un tiempo en la iglesia parisina de Saint-Roch, colgado en una capilla lateral. Parece ser que la obra pasó a la familia de los duques de Padua a través del hijo de Jean-Louis Laneuville y continuó transmitiéndose por herencia (de los duques de Padua a los condes de Caraman) hasta que fue donada al museo del Louvre por uno de los miembros de la familia, Hélène de Ganay, quien la legó en 1964 en memoria de su marido.
La historia del cuadro ha tenido como consecuencia principal su olvido durante 300 años, a pesar de la admiración que causó cuando se creó (Antonio Palomino menciona el lienzo como «célebre cuadro para el convento de Trinitarios de la ciudad de Pamplona, del instituto misterioso de esta Religión Sagrada, donde se apuran todos los primores del arte»). El redescubrimiento del cuadro en los años 50 del siglo XX y su incorporación a las colecciones del Museo del Louvre en 1964 provocaron una revisión profunda de la visión que se tenía de Juan Carreño de Miranda como pintor, que le hizo saltar de un lugar relativamente secundario a un merecido primer plano dentro del panorama de la pintura de su época.

## El dibujo preparatorio de Francisco Rizi

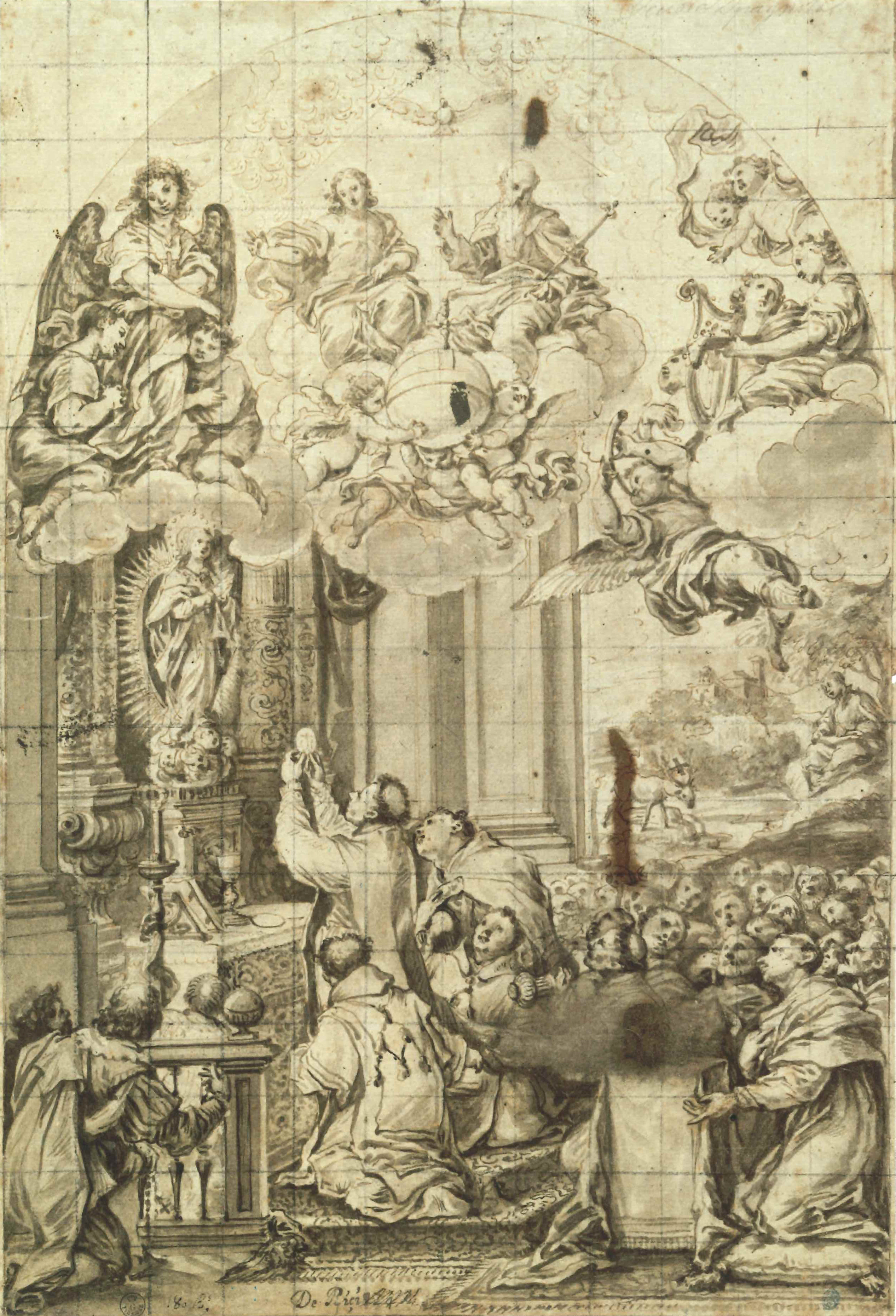
La fundación de la Orden trinitaria, dibujo de Francisco Rizi, hacia 1664, tinta y aguada parda, toques de albayalde sobre papel verjurado cuadriculado a lápiz negro, 437 x 300 mm, Florencia, Gabinete de dibujos y grabados de la Galería Uffizi

Francisco Rizi y Juan Carreño de Miranda colaboraron juntos en numerosos encargos artísticos a lo largo de sus carreras. La fundación de la Orden Trinitaria fue una más de esas colaboraciones. En Rizi recayó la ideación del cuadro y en Carreño su ejecución pictórica. Testimonio de ello es el dibujo de Rizi que se conserva en el Gabinete de dibujos y grabados de la Galería Uffizi (Florencia), de hacia 1664, que muestra la composición que posteriormente se pintó y que está cuadriculada, hecho que indica su finalidad como estudio previo. El dibujo lleva escrito el nombre del autor con letra de la época, pero no es de mano del propio Rizi, es decir, no es una firma sino una atribución. El hecho de que tanto la obra final como el boceto del cuadro estén firmados únicamente por Carreño hizo dudar en el pasado acerca de la autoría del dibujo. Hoy se da como segura la autoría de Rizi por las características de su estilo, de trazo quebrado y nervioso, sombreado con suavidad por la aguada, así como por la atribución antigua.
El tema del cuadro es una visión milagrosa que habría ocasionado la creación de la Orden Trinitaria o de los trinitarios (oficialmente Orden de la Santísima Trinidad y de los Cautivos). Según el relato del milagro, san Juan de Mata (1160-1213), fundador de la Orden Trinitaria, habría tenido la visión durante su primera misa, celebrada en la capilla del arzobispo de París, Maurice o Jean de Sully. En el momento de elevar la hostia para la consagración, el santo habría visto sobre el altar un ángel con los brazos cruzados y con cada una de sus manos situada sobre la cabeza de un esclavo, en un caso un cristiano y en el otro un musulmán. El ademán del ángel era como el de intercambiar los esclavos entre sí. Esta visión reveló a san Juan de Mata la misión de fundar una orden religiosa que tuviera como finalidad rescatar cautivos cristianos prisioneros de piratas berberiscos, es decir, la creación de la Orden Trinitaria.

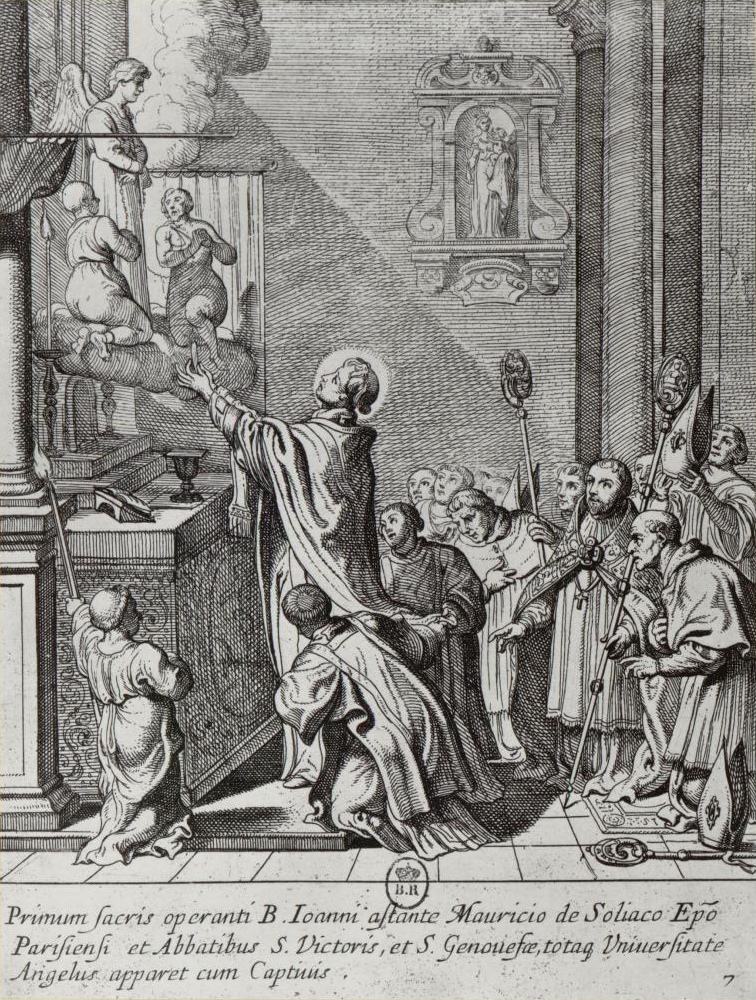
Juan de Mata celebra su primera misa y tiene una visión, en la capilla Jean de Sully, grabado de autor anónimo que reproduce el cuadro del mismo tema de Theodor van Thulden, 20.1 x 14.8 cm, París, Museo Carnavalet

El punto de partida de la composición de Rizi, tal vez a petición de los propios padres trinitarios, fue una estampa de 1633 de autor anónimo según traza de Theodor van Thulden, de la que parece proceder la ubicación y actitudes del santo y de los acólitos y espectadores. A partir de aquí Rizi ideó una nueva composición, con el espacio dividido en dos registros, el celestial y el terrenal, como acostumbró a hacer en muchas otras de sus obras, como en La Virgen con el Niño, san Felipe y san Francisco (Convento del Santísimo Cristo de El Pardo) o El martirio de san Ginés (iglesia de San Ginés, Madrid). El registro terrenal se divide, a su vez, en un primer plano que muestra lo que acontece en el interior de la capilla, representada como un espacio monumental, y un episodio que acontece al fondo, en un paisaje abierto, que muestra otro importante milagro relacionado con la fundación de la Orden Trinitaria: la aparición a san Félix de Valois de un ciervo blanco portando sobre la cornamenta una cruz roja y azul, que posteriormente sería el emblema de la Orden.
La representación simultánea en la misma composición de dos hechos que tienen lugar en momentos y lugares diferentes implica la pervivencia de prácticas un tanto retardatarias para la época en la forma de exponer la acción. No obstante, hay que recordar que incluso el mismo Velázquez había recurrido a este artificio en alguno de sus cuadros, como San Antonio Abad y san Pablo ermitaño (1634, Museo del Prado).

## El boceto de la Academia de Bellas Artes de Viena

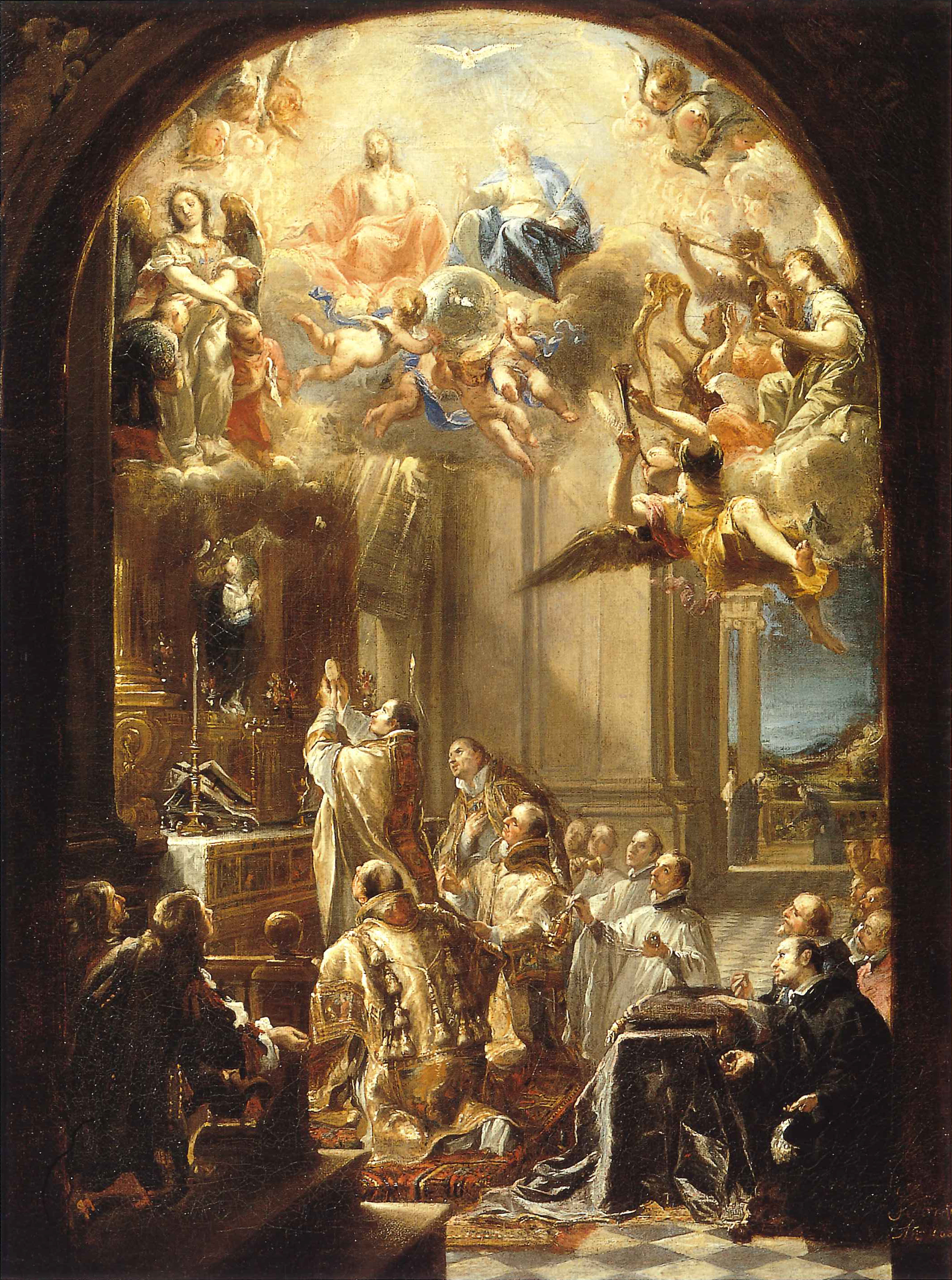
La fundación de la Orden Trinitaria, boceto de Juan Carreño de Miranda, 1666, óleo sobre lienzo, 106 x 86 cm, Academia de Bellas Artes de Viena

Se conserva un boceto de La fundación de la Orden Trinitaria, firmado exclusivamente por Carreño y fechado en 1666 (como la obra principal).  Es sin duda el boceto (o “borroncillo”, como se decía entonces) calificado como «una admiración» por Antonio Palomino. Carreño lo conservó siempre con él y a su muerte lo legó como herencia a su discípulo y amigo Jerónimo Ezquerra quien, a su vez, lo conservó de por vida. Antes de 1809 ya formaba parte de la colección de Anton Franz de Paula, conde de Lamberg-Sprinzenstein, quien posteriormente lo donó, junto con el resto de su importante colección de arte, a la Academia de Bellas Artes de Viena, en donde ingresó a la muerte del conde en 1822.
No existe unanimidad entre los especialistas sobre si debe ser considerado un boceto preparatorio (previo a la pintura del lienzo final) o un ricordo (es decir, una copia hecha a posteriori de la obra terminada, que el pintor conservaba en su poder al entregar el trabajo). En cualquier caso el boceto muestra ya la magistral técnica de Carreño y todos los efectos que utilizará después en el cuadro definitivo.
El boceto resulta además de gran interés por evidenciar el proceso creativo de la obra, siendo la pieza intermedia entre el dibujo inicial de Francisco Rizi y el cuadro final. Una comparación entre ambas obras muestra que Carreño introdujo algunos cambios o ajustes en la composición. Una de estas modificaciones consiste en la interposición de un espacio nuevo entre la iglesia y el paisaje del fondo, que adopta la forma de un pórtico que antecede o prolonga la iglesia. En ese pórtico se representa ahora el encuentro entre san Juan de Mata y san Félix de Valois en vez del episodio de la aparición a san Félix de Valois del ciervo con la cruz trinitaria en la cornamenta. La aparición del ciervo aún se mantiene, pero queda relegada a una pequeña imagen en la lejanía, que apenas se aprecia.
El segundo aspecto que ha experimentado una transformación compositiva con respecto al dibujo es el número y colocación de los asistentes a la misa situados en el lado derecho de la obra, considerablemente reducidos, de manera que se crea un espacio vacío a su izquierda que, ayudado por el damero del suelo, conduce la mirada hacia la escena del encuentro entre los dos santos.

## Análisis de la obra

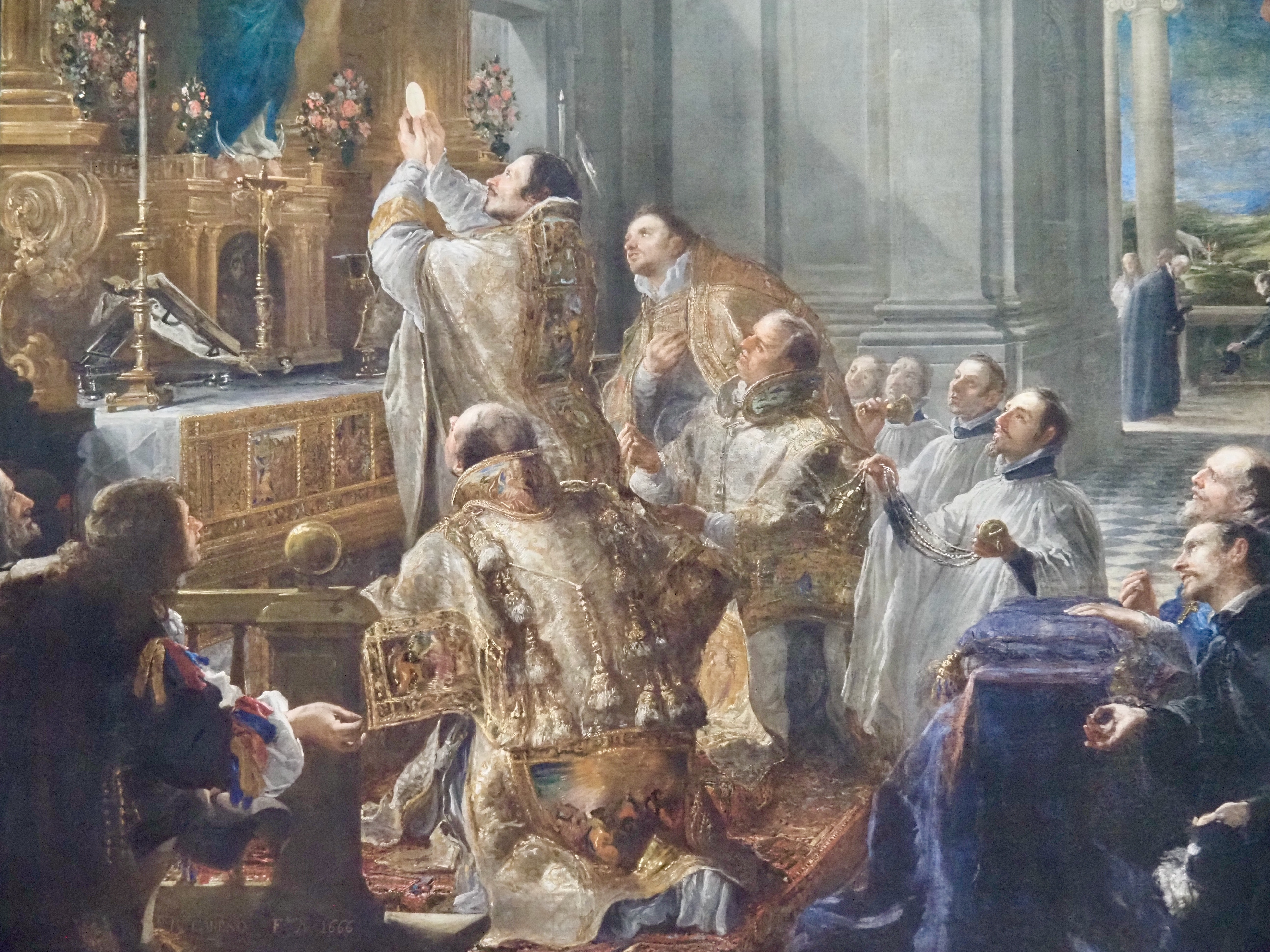
Detalle del cuadro

La obra es muy notable en muchos aspectos, entre los que destacan dos: la gran habilidad técnica y despliegue de efectos en la ejecución pictórica de Carreño, y la brillante representación del espacio y de la luz de la escena, que muestra unos logros atmosféricos o ambientales que recuerdan a los conseguidos por Velázquez en Las meninas.
En lo referente a la ejecución o escritura pictórica de Carreño, ésta alcanza sus puntos culminantes en dos áreas distintas del cuadro: la parte superior o celestial y las vestimentas de los eclesiásticos de la parte inferior o terrenal. La composición de la parte superior proviene del ya mencionado diseño de Francisco Rizi, y de él derivan su dinamismo y su carácter etéreo, y los escorzos muy marcados de algunas figuras, como el del ángel que tañe la chirimía sosteniéndose de espaldas. No obstante, es la ejecución pictórica de Carreño y la ligereza de sus pinceladas las que logran convertirla en una escena de intenso colorido atravesada por luces y brillos. La forma de pintar de Carreño y su libertad de pincel, en especial en esta obra aunque también en otras, han hecho que se le haya llegado a considerar un precursor lejano del futuro Impresionismo.
Esa misma maestría en las pinceladas puede verse aplicada en la representación de los riquísimos tejidos de las vestimentas de los eclesiásticos que ofician la misa. Carreño consigue evocar con gran habilidad las texturas y los brillos de las telas, con sus tramas de hilos de oro y plata, las sedas de las dalmáticas con sus cordones y collares, los brocateles y adornos de elementos vegetales y las escenas historiadas bordadas que las adornan. Se ha llegado a decir que «la suntuosa dalmática del diácono arrodillado de espaldas es quizá el más rico y fascinante fragmento de pura pintura de toda la obra de Carreño». Al parecer el pintor utilizó como modelo los llamados Ternos de la infancia de Cristo o ternos ricos (siglo XVI) del Monasterio de El Escorial. Unas décadas después estos mismo ternos fueron utilizados también como modelo por Claudio Coello, aunque con modificaciones, en la última gran obra maestra del Siglo de Oro español: La adoración de la Sagrada Forma (1690, Monasterio de El Escorial).
En lo que se refiere a los valores atmosféricos de la obra, la perspectiva aérea del ambiente vincula el cuadro con los avances de Velázquez en este ámbito. La obra está dotada de un aliento espacial excepcional gracias a la maestría de Carreño en el uso de las pinceladas a lo largo de la superficie del lienzo, a la ruptura del fondo por la representación de un paisaje lejano abierto y luminoso, a la sucesión de áreas de espacio y luz, y a la hábil reordenación compositiva de los personajes del cuadro en relación con el dibujo preparatorio.
La facilidad para dotar de expresividad a los rostros de los personajes anticipa ya los grandes logros futuros de Carreño como retratista, en especial a partir de su nombramiento como pintor de cámara del rey Carlos II. En términos generales puede decirse que en la obra se dejan atrás el realismo y el uso mucho más restringido del color que caracterizaron a la pintura de la primera mitad del siglo XVII, y que por ello el cuadro ilustra bien la implantación plena del Barroco internacional en Madrid.